# Украинка (Актюбинская область)
Украинка (каз. Украинка) — бывшее село в Актюбинской области Казахстана. Находилось в подчинении городской администрации Актобе. В 2018 году стало жилым массивом города Актобе в составе Алматинского административного района. Входило в состав Благодарного сельского округа. Код КАТО — 151031580.

## Население
В 1999 году население села составляло 470 человек (299 мужчин и 171 женщина). По данным переписи 2009 года, в селе проживал 341 человек (175 мужчин и 166 женщин).